# Thaddée Nsengiyumva
Thaddée Nsengiyumva (Rambura, 17 de març de 1949 - Kabgayi, 5 de juny de 1994) va ser un religiós ruandès, bisbe de Kabgayi assassinat durant el genocidi de Ruanda de 1994.
Va ser ordenat sacerdot el 20 de juliol de 1975. El 18 de novembre de 1987 va ser nomenat Bisbe Coadjutor de Kabgayi, i va ser ordenat en aquesta el 31 de gener de 1988. Va ser ordenat bisbe de Kabgayi el 8 d'octubre de 1989, succeint André Perraudin.
El desembre de 1991 Nsengiyumva va emetre una carta pastoral Convertissons-nous pour vivre ensemble dans la paix. Kabgayi, december 1991, 40pp en la qual va dir que no es feien esforços seriosos per resoldre la lluita entre els pobles hutu i tutsi, i dient que "l'assassinat polític és ara cos habitual".
El seu document era autocrític, dient que l'església no havia fet prou per ajudar a la gent i que s'havia convertit en còmplice del sistema del règim.
Després del genocidi iniciat el 1994, Nsengiyumva va fer repetides crides per aturar la matança. Juntament amb el Comitè Internacional de la Creu Roja va intentar ajudar a una gran quantitat de desplaçats de guerra a la seva diòcesi.
No obstant això, el 16 d'abril va emetre una carta que generalment pensava recolzar al govern hutu contra la rebel·lió tutsi.
El 5 de juny de 1994 Thaddée Nsengiyumva va ser assassinat a Gakurazo juntament amb l'arquebisbe de Kigali, Vincent Nsengiyumva i el bisbe Joseph Ruzindana.
Deu sacerdots també van ser assassinats, segons sembla, pels soldats que els custodiaven. S'ha dit que Thaddée Nsengiyumva va ser assassinat per accident, i que el veritable objectiu era el seu nom Vincent Nsengiyumva. Això no és plausible, ja que els dos homes van ser assassinats junts.